# (21930) 1999 VP61
1999 في بي 61 (ويعرف أيضًا باسم (21930) 1999 في بي 61 وفق تسمية الكوكب الصغير) (بالإنجليزية: 1999 VP61)‏ هو كويكب ضمن حزام الكويكبات؛ وترتيبه 21930 من حيث الاكتشاف.
اكتُشف هذا الجُرم الفلكي بواسطة بحث لنكولن عن الكويكبات القريبة من الأرض في 4 نوفمبر 1999.

## وصلات خارجية
- (21930) 1999 VP61 في قاعدة بيانات مختبر الدفع النفاث لأجرام النظام الشمسي الصغيرة

- الاكتشاف · مخطط المدار ·  العناصر المدارية · المعلمات المادية

- (21930) 1999 VP61 على موقع ويكي سكاي: DSS2, SDSS, GALEX, IRAS, Hydrogen α, X-Ray, Astrophoto, Sky Map, Articles and images